# 鈴木陽悦
鈴木 陽悦（すずき ようえつ、1949年1月10日 - ）は、日本の政治家。民主党の元参議院議員（1期）。

## 人物
秋田県秋田市出身。中央大学付属高等学校、中央大学経済学部卒業。なお、同郷の小倉智昭は高清水小学校、中央大付属高校の1年先輩である。学生時代からSFファンとして、SF同人誌を主催するなど活発に活動。現在も「秋田SF研究所」特別顧問をつとめる他、SF大会などにゲストとして参加。高千穂遥、永井豪らと交友がある。
1971年4月に秋田テレビのアナウンサーとして入社、記者やニュースデスクを経験した他、鹿角市の黒又山の学術調査に携わり、これについての本を出版する。2004年1月に退社して、同年7月、第20回参議院議員通常選挙に秋田県選挙区から民主党と社会民主党の推薦を受け、無所属で立候補して初当選する。
当選後は3年間にわたり完全無所属を貫いて来たが「活動の幅を拡げたい」として、選挙時に推薦した社民党や連合の了承を得たうえで2007年9月5日に会派「民主党・新緑風会」へ入会した。
2009年7月に、民主党に入党希望の意向を表明するが、同党秋田県総支部連合会の常任幹事会では「今まで秋田県の民主党と一緒に活動した実績に乏しく、直ちに入党することには常任幹事の中に異論もある」として、第45回衆議院議員総選挙の後に結論を持ち越した。同年8月の総選挙の後、民主党幹事長・小沢一郎の要請を受け10月20日に他の民主党系の無党籍議員と共に民主党本部へ入党届を提出し、10月22日に了承された。
2010年7月の第22回参議院議員通常選挙に秋田県選挙区から民主党公認で再選を目指し出馬したが、自由民主党の石井浩郎に破れ落選した。
2011年4月の第17回統一地方選挙では秋田県議会議員選挙の秋田市選挙区に無所属で立候補したが、落選した。
2019年、旭日中綬章受章。

## 出演番組

### アナウンサー時代
（いずれも秋田テレビの番組）
- スーパータイムあきた
- AKTスーパーニュース
- クボタ民謡お国めぐり
- JAみどりの広場
- 井戸端チャンネル

### その他
- テレビアニメ　BLUE DROP 〜天使達の戯曲〜　TVアナ 役 （2007年、第13話(最終回)、友情出演）

## 著書
- クロマンタ―日本ピラミッドの謎を追う（評論社） ISBN 4566056538

## 外部サイト
- 秋田のこえの集配人　すずき陽悦の日記
- 秋田テレビ アナウンサー 鈴木陽悦 .2003年11月27日時点のオリジナルよりアーカイブ。2024年8月4日閲覧。

| 議会          | 議会                                     | 議会            |
| ------------- | ---------------------------------------- | --------------- |
| 先代 一川保夫 | 参議院災害対策特別委員長 2008年 - 2009年 | 次代 岡崎トミ子 |